# Новикова, Клавдия Михайловна
Клавдия Михайловна Новикова (21 марта 1895 — 8 декабря 1968) — советская исполнительница вокала оперетты. Заслуженная артистка РСФСР (1947). Солистка Московского театра оперетты (1926—1958).

## Биография
Родилась 21 марта 1895 года в Одессе. По отдельным сведениям[каким?], её настоящее имя — Хавка Новак. С детства увлекалась бекларированием стихов, исполняла различные песни. Поступила обучаться в театральную школу Е. А. Мочаловой.
О её дебютных появлениях на сцене Леонид Утёсов вспоминал в своих мемуарах:
«В пятнадцать лет у одного из товарищей по школе мне довелось впервые познакомиться с одной актрисой и получить контрамарку на спектакль, где она играла мальчика… Это была моя ровесница, ученица драматической школы, Клавдия Новикова».
В 1912 году Клавдия Новикова начинает карьеру профессиональной актрисы, играет роли в драматических труппах. У М. Ф. Багрова в одной из антреприз она отлично исполнила роль Лизы в «Горе от ума» А. Грибоедова. В это же время продолжает своё музыкальное образование, работая с преподавателем вокала Е. И. Збруевой.
С 1919 по 1920 годы солистка Клавдия Новикова совместно с группой артистов из Одессы — Л. Утесов, И. Ильсаров, И. Нежный и другими принимает участие в выступлениях с передвижными бригадами в концертных программах перед бойцами Красной Армии.
В 1927 году она приходит работать в труппу Московского театра оперетты. Её дебютная роль Сильвы сразу же становится успешной и завоевывает интерес зрителей. Актриса, становится ведущей солисткой театра. Актриса владея диапазоном 3 октавы, имела редкий для оперетты голос.
Во годы Великой Отечественной Новикова активно принимает участие в выездных концертах на фронте в составе артистических бригад. Была представлена к награждению орденом Отечественной войны I степени. В 1947 году Новикова удостоена почётного звания — «Заслуженная артистка РСФСР».
Умерла в Москве 8 декабря 1968 года. Похоронена на Ваганьковском кладбище.

## Роли и исполнение
- Аграфена — «Женихи» Дунаевского, первая исполнительница,
- Хивря — «Сорочинская ярмарка» Рябова,
- Берта Соловейчик — «Взаимная любовь» Каца,
- Боккаччо — «Боккаччо» Зуппе,
- Перикола — «Перикола» Оффенбаха,
- Маскотта — «Маскотта» Одрана,
- Серполетта — «Корневильские колокола» Планкета,
- Гейша — «Гейша» Джонса,
- Сильва и Стасси — «Сильва» Кальмана,
- Роз-Мари, Жанна и Ванда — «Роз-Мари» Фримля и Стотхарта,
- Парася Никаноровна — «Трембита» Милютина.

## Награды
- Орден Отечественной войны I степени (14.04.1945).
- Заслуженный артист РСФСР (5.11.1947).